# Нуаяль-Шатийон-сюр-Сеш
Нуаяль-Шатийон-сюр-Сеш (фр. Noyal-Châtillon-sur-Seiche) — коммуна на северо-западе Франции, находится в регионе Бретань, департамент Иль и Вилен, округ Ренн, кантон Брюз. Коммуна расположена в 11 км к югу от Ренна, в 7 км от кольцевой автомобильной дороги вокруг Ренна N136. Через территорию коммуны протекает река Сеш, приток Вилена. Образована 1 января 1993 года путем слияния коммун Нуаяль-сюр-Сеш и Шатийон-сюр-Сеш.
Население (2018) — 6 885 человек. 

## История
Люди населяли территорию у реки Сеш с доисторических времен, о чем свидетельствуют несколько менгирей и дольменов, обнаруженных в окрестностях коммуны. Также здесь были обнаружены предметы бронзового века, находящиеся сейчас в археологическом музее Бретани. Впоследствии на этой территории поселилось галльское племя ридонов, столицей которых был Ренн.
Во время Великой Французской революции, когда церковь была объявлена вне закона, местные крестьяне несколько раз укрывали у себя священников. В архивах коммуны можно найти упоминание о священнике Кроссоне, которого поочередно укрывали три крестьянина из Шатийона. Священника выследили правительственные агенты, его за волосы протащили на соседний луг и там расстреляли. Крестьяне были арестованы, один из них умер в тюрьме, двоих спасло окончание террора. Впоследствии еще два священника были обнаружены в домах местных жителей и казнены.
В 1832 году по приказу короля Луи-Филиппа из Авранша в Нант была проведена телеграфная линия по системе Шаппа, которая прошла через Нуаяль. Для передачи сигналов телеграфный пост расположили на колокольне местной церкви и связывались с собором Сен-Совёр в Ренне на севере и башней в Оржере на юге.

## Достопримечательности
- Церковь Святого Мартина в Нуаяле XVI-XIX веков
- Церковь Святого Леонарда в Шатийоне XV-XVI веков
- Особняк Муймюз XVIII века

## Экономика
Структура занятости населения:
- сельское хозяйство — 2,4 %
- промышленность — 13,0 %
- строительство — 10,8 %
- торговля, транспорт и сфера услуг — 55,4 %
- государственные и муниципальные службы — 18,4 %

Уровень безработицы (2018) — 11,3 % (Франция в целом —  13,4 %, департамент Иль и Вилен — 10,4 %). 

Среднегодовой доход на 1 человека, евро (2018) — 23 590 (Франция в целом — 21 730, департамент Иль и Вилен — 22 230).

## Демография
Динамика численности населения, чел.

## Администрация
Пост мэра Нуаяль-Шатийон-сюр-Сеш с 2020 года занимает Себастьен Гере (Sébastien Guéret), член Совета департамента Иль и Вилен от кантона Брюз. На муниципальных выборах 2020 года возглавляемый им левый список победил в 1-м туре, получив 63,37 % голосов.
| Период | Период | Фамилия         | Партия                  | Примечания                                                       |
| ------ | ------ | --------------- | ----------------------- | ---------------------------------------------------------------- |
| 1993   | 1995   | Жан-Жак Эзе     | Разные левые            | предприниматель                                                  |
| 1995   | 2001   | Франк Труйо     | Социалистическая партия | бывший работник аппарата правительства                           |
| 2001   | 2008   | Жиль де Бель Эр | Разные правые           | овощевод                                                         |
| 2008   | 2014   | Сильви Эпо      | Социалистическая партия | домохозяйка (ранее хирург-стоматолог)                            |
| 2014   | 2020   | Жиль де Бель Эр | Разные правые           | овощевод                                                         |
| 2020   |        | Себастьен Гере  | Разные левые            | директор центра образования и культуры, член Совета департамента |

## Города-побратимы
- Лонгфорд, Ирландия

## Галерея

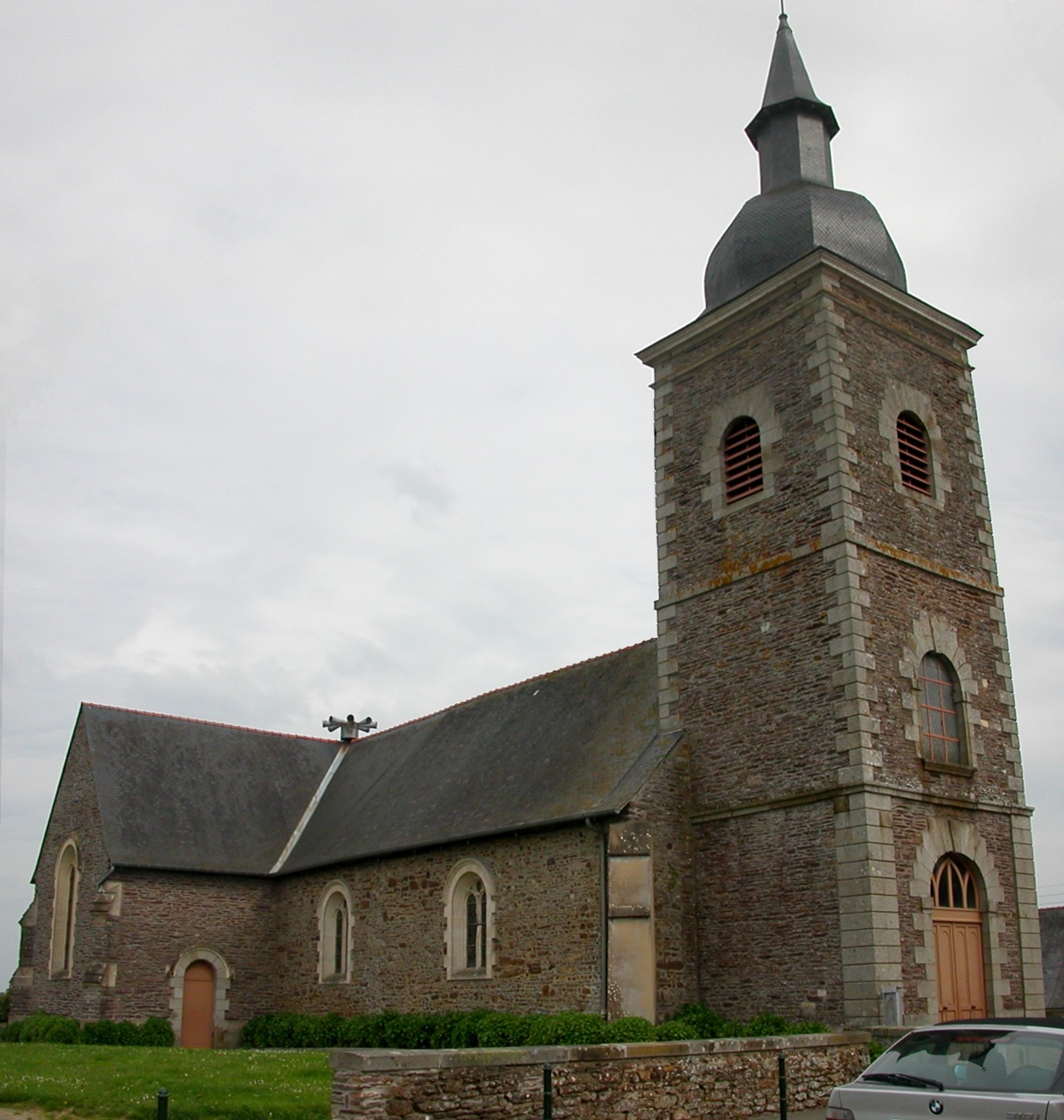
Церковь Святого Мартина
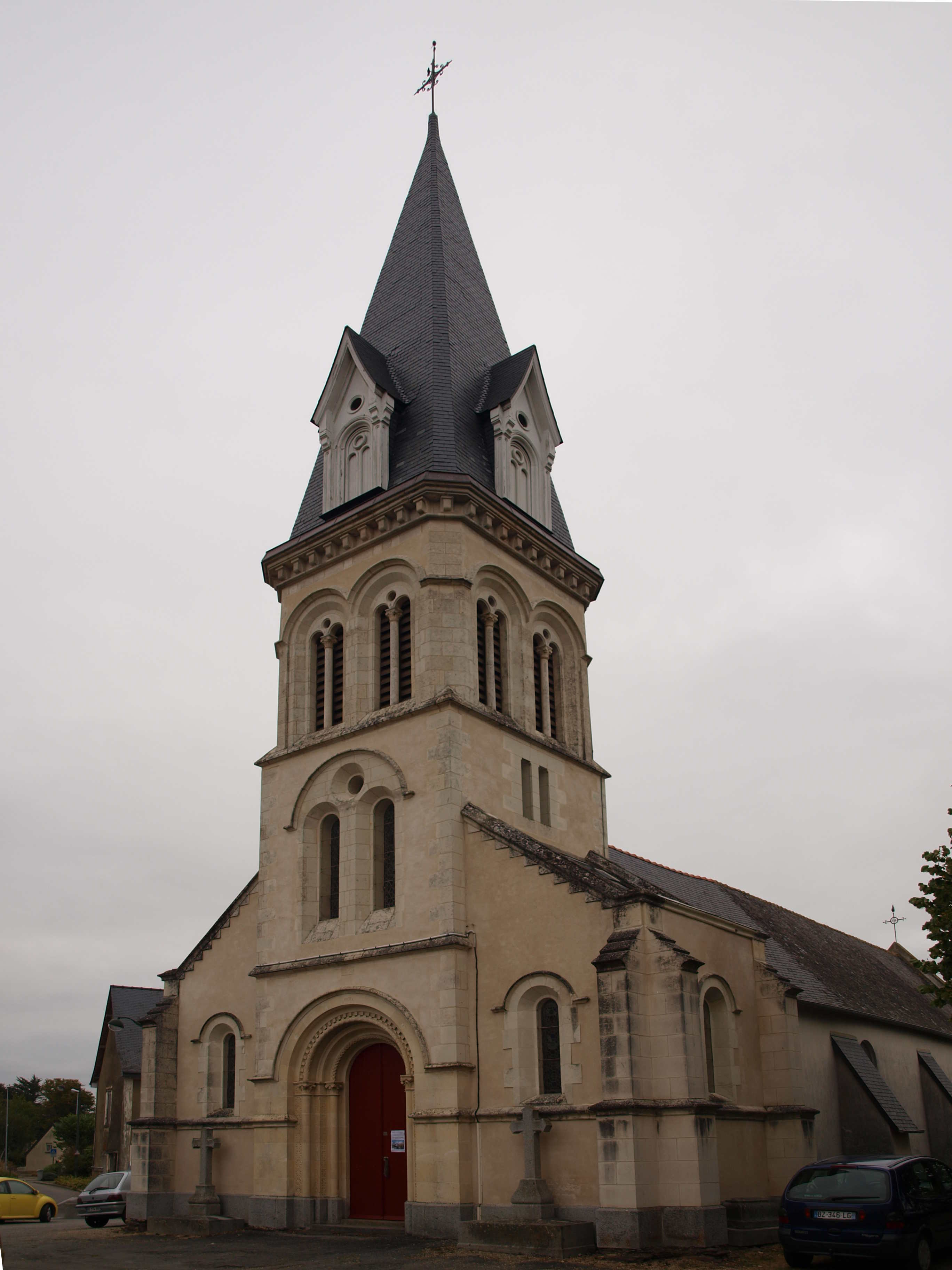
Церковь Святого Леонарда
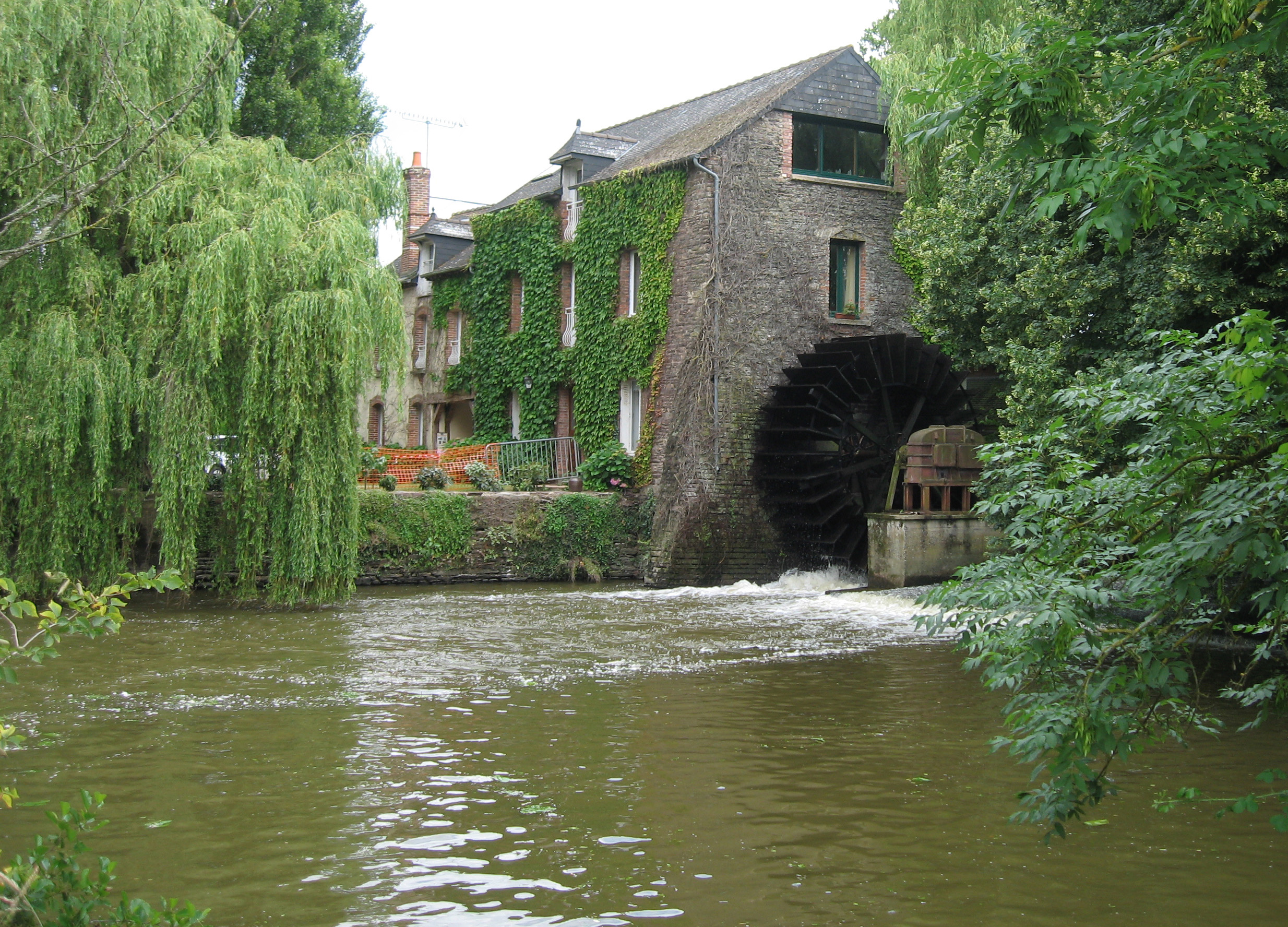
Водяная мельница Бресе